# Scopalinidae
Scopalinidae is een familie van sponsdieren uit de klasse van de Demospongiae (gewone sponzen). 

## Geslachten
- Scopalina Schmidt, 1862
- Stylissa Hallmann, 1914
- Svenzea Alvarez, van Soest & Rützler, 2002